# Castoroides
Castoroides byl rod hlodavců z čeledi bobrovitých, který obýval Severní Ameriku v období pleistocénu. 
Castoroides dosahovali délky přes dva metry a hmotnosti až 100 kg. Od žijících druhů bobrů se lišili tupými řezáky, které byly dlouhé až 15 cm. Zadní nohy byly výrazně delší než přední. Měli také menší mozkovnu. Stavění bobří hráze u těchto živočichů není doloženo. Živili se převážně vodními rostlinami.
Jsou známy pouze druhy Castoroides dilophidus a Castoroides ohioensis. Dříve byl popsán také Castoroides leiseyorum, avšak podle novějších výzkumů patří tyto exempláře druhu Castoroides dilophidus. První fosilie byly nalezeny v roce 1837 ve státě Ohio. Castoroides byl navržen na státní fosilii státu Minnesota.
Tito bobři vyhynuli zhruba před dvanácti tisíci lety spolu s dalšími představiteli severoamerické pleistocenní megafauny. Není jisté, zda zánik druhu souvisí s příchodem lidí kultury Clovis na kontinent. Jako argument pro tuto domněnku se uvádí, že v jeskyni Sheriden Cave byly nalezeny kosti Castoroides spolu s lidskými artefakty. Legendy o obřích bobrech se také objevují ve folklóru domorodého etnika Innu.